# Тогаево (Чувашия)
Тогаево (чув. Нарат Чакки) — село Мариинско-Посадского района Чувашии, входит в состав Эльбарусовского сельского поселения.

## История
Не позднее 18 века создан ныне действующий храм Михаила Архангела (закрыт в 1941—1946). Действовали земское училище (с 1864), функционировали водяная мукомольная мельница (в начале 20 века), школа 1-й ступени, колхоз «Красное Сормово» (образован в 1929 году).
До 1927 года Тогаево входило в состав Чебоксарского уезда, в 1927—1939 и 1959—1962 было в составе Мариинско-Посадского района, 1939—1959 было в составе Октябрьского района, в 1962—1965 гг — в составе Цивильского района, и с 1965 года и по настоящее время — в составе Мариинско-Посадского района.

## Население
| 2010 | 2012 |
| ---- | ---- |
| 249  | ↗293 |

Национальный состав
96 % составляют чуваши (2002).

## Организации
ООО «Рассвет», ООО "Агрофирма «Сентреш» (2010), фельдшерский пункт, клуб, библиотека, спортплощадка, магазин.

## Улицы
В настоящий момент с. Тогаево состоит из улиц:
- Красноармейская ул.
- Нагорная ул.
- Новая ул.
- Октябрьская ул.
- Первомайская ул.
- Центральная ул.
- Чапаева ул.

## Люди, связанные с селом
- Алексеев, Борис Иванович (1.5.1901, с. Тогаево Чебоксарского уезда, ныне Мариинско-Посадского района) — 15.7.1996, Москва) — работник военной прокуратуры, генерал-майор юстиции (1943), военный прокурор 28-й и 43-й армий, Воронежского, Северо-Кавказского, 2-го Украинского фронтов. В послевоенное время был военным прокурором Московского военного округа[6].
- Капитонов, Валерий Александрович (19.4.1940, с. Тогаево Мариинско-Посадского района — 15.4.1991, Чебоксары) — Заслуженный работник текстильной промышленности РСФСР (1988), в 1977-91 — генеральный директор Чебоксарского хлопчатобумажного комбината[7].
- Крылов, Тарас Карпович (1908, с. Тогаево Чебоксарского уезда, ныне Мариинско-Посадского района) — 25.1.1964, Ленинград) — инженер, доктор технических наук (1953), профессор Ленинградской артиллерийской академии[8].
- Мадянов, Вячеслав Алексеевич (19.2.1928, с. Тогаево Мариинско-Посадского района — 12.12.2010, Чебоксары) — Заслуженный агроном РСФСР (1969), в 1965—1975 — начальник Урмарского районного производственного управления сельского хозяйства, в 1977-89 — председатель межрайонного управления «Сельхозхимия», в 1989—2003 возглавлял тепличное хозяйство Урмарской мебельной фабрики[9].